# Václav Hybš
Václav Hybš (* 3. června 1935, Police nad Metují) je český hudebník, trumpetista, dirigent, hudební aranžér, kapelník tanečního Orchestru Václava Hybše.
S hudbou začínal v dětském věku v kapele svého otce Václava Hybše. Později se učil hrát na trumpetu. Se svým tanečním orchestrem doprovázel řadu českých hvězd pop music, například Waldemara Matušku. Známá je jeho spolupráce s houslistou Josefem Sukem. Vystupoval velmi často i v někdejší Československé televizi, zejména v různých pořadech estrádního typu (např. televizních Silvestrech či v pořadu Televarieté) apod. Od února 2011 do ledna 2017 uváděl na „Dvojce“ Českého rozhlasu vlastní pořad Šlágry od srdce, kde ve spolupráci s Milošem Skalkou vybíral nahrávky Orchestru Václava Hybše, jeho sólistů a zpěváků.
Úspěch získal v roce 2016 na rockovém festivalu Trutnoff Open Air, kde přes počáteční obavy s orchestrem vystoupil mezi undergroundovými, rockovými, folkovými či etno nebo punkovými a metalovými kapelami.

## Diskografie Orchestru Václava Hybše

### Gramofonové desky
- 1971 Jo, ho, ho Waldemar Matuška – Supraphon
- 1972 Waldemar – lidovky – Supraphon
- 1973 Láska nebeská – Waldemar Matuška a Eva Pilarová – Supraphon
- 1976 Hybš a jeho hosté – Supraphon (hosté – Karel Gott, Waldemar Matuška, Helena Vondráčková, Hana Zagorová, Jiří Korn, Yvetta Simonová, Milan Chladil, Naďa Urbánková, Miluše Voborníková, Marie Rottrová, Karel Štědrý, Petr Spálený, Laďka Kozderková)
- 1978 Hybš hraje polku – Supraphon 1113 2334 H,
- 1978 Jiří Korn – Supraphon
- 1979 Hudební hostina Václava Hybše – Supraphon 1113 2586 H,
- 1979 Eva Pilarová
- 1980 Hybš hraje tango – Supraphon 1113 2760,
- 1980 Šťastné Vánoce
- 1980 Hybš hraje operetu
- 1981 Nostalgický klavír (Jiří Malásek)
- 1981 Po starých zámeckých schodech (Karel Hašler) (vyšlo i na CD)
- 1982 Naďa Urbánková
- 1983 Hybš hraje valčík (vyšlo i na CD)
- 1983 Josef Suk s Orchestrem Václava Hybše
- 1984 Hybš hraje k tanci
- 1985 Hybš hraje na kolonádě
- 1985 Vyznání lásky (Josef Suk a Václav Hybš) (vyšlo i na CD)
- 1986 Hybš hraje na palubě ČSA
- 1986 Na křídlech zpěvu (Felicia Weathers)
- 1986 Hybš hraje o lásce
- 1988 Vůně jehličí
- 1988 LP vánoční – Purpura, Štědrý večer nastal, Rudolf Hrušínský
- 1988 Chtěla bych tančit jen (Pavla Břínková)
- 1991 Za sokolským praporem

### CD
- 1989 Souvennir (Josef Suk + Václav Hybš)
- 1990 České Vánoce (dětský sbor)
- 1992 Volám, čekám, věřím (Pavla Břínková)
- 1993 Lásko, bože lásko (Jožka Černý)
- 1994 Pod starou lucernou (Josef Zíma)
- 1995 Zlaté hity operety (Iveta Dufková)
- 1996 Láskám (21 mužů)
- 1996 Blues pro Tebe (Josef Zíma)
- 1997 Koncert hvězd (Eva Urbanová, Lucie Bílá, Peter Dvorský)
- 1997 Písničky z Televarieté
- 1999 Memory (Josef Suk)
- 2000 Zlaté struny (smyčcový kvintet)
- 2002 Hybš hraje valčík (reedice)
- 2006 Dík tónůn
- 2007 Hybš hraje k tanci